# Karlatornet
Karlatornet er en skyskraber i området Karlastaden i bydelen Lindholmen i Göteborg. Karlatornet stod færdigt i 2024 og er med sine 247 meter og 74 etager Nordens højeste bygning.
Karlatornet er en del af området Karlastaden som bygges i løbet af 2020'erne. Hele område planlægges at være færdigudviklet i 2026 og kommer at rumme cirka 2.000 boliger, hotel, kontor, butikker og restauranter fordelt på otte kvarterer. De mest fremtrædende højhuse udover Karlatornet bliver Cassiopeja (43 etager), Auriga (36 etager) og Virgo (27 etager).
| - Karlatornet - Karlatornet i maj 2023 Set fra Masthuggskyrkan. - Karlatornet i solnedgangen, januar 2023. Set fra Strömmensberg |